# السماك الأعزل
السِّماك الأعزل أو السنبلة في علم الفلك (بالإنجليزية: Spica) هو أشد النجوم تألقًا في كوكبة العذراء، وترتيبه الخامس عشر في قائمة ألمع النجوم. ويمثل السّمِاك الأعزل سنبلة القمح في يد العذراء.
وتشير الأرصاد إلى أن السِّماك الأعزل نجم من نوع متغير قيفاوي مثله في ذلك رأس الغول. ويتغير القدر الظاهري للسِّماك الأعزل بدورة قدرها 4.01 أيام بين +0.92 و+0.98، إلا أن هذا التغير الضعيف لتألقه لا يمكن ملاحظته بالعين المجردة.
كان السِّماك الأعزل معروفًا عند قدماء المصريين الذين أطلقوا عليه اسم «منات» عن الآلهة هاتور وبني له/لها معبد 3200 قبل الميلاد.

## طبيعة السِّماك الأعزل
ينتمي السِّماك الأعزل وهو نجمٌ ثنائيٌّ إلى التصنيف النجمي من فئة الطيف B وهي تتغير بين B1 حتى B4 ويوجد النجم الأكثر تألقًا حاليًا في نهاية الحالة المستقرة من عمره باعتباره نجما من نجوم النسق الأساسي . ويعتبر النجمان من ضمن أشد نجوم سماء الأرض تألقا ويتميزان بدرجة جرارة عالية لسطح كل منهما. ونظرا لارتفاع درجة حرارة السطح هذه فإن أغلب ضوء السِّماك الأعزل يُشع في نطاق الاشعة فوق البنفسجية.
وتبلغ درجة حرارة النجم الأشد تألقًا منهما 22.400 كلفن (بالمقارنة ب 5780 كلفن لدرجة حرارة سطح الشمس كما يبلغ ضياؤه أشد 13.500 مرة من الضياء الشمسي.
ويبلغ نصف قطره 8و7 مرات من نصف قطر الشمس وهذا يمثل نحو 30 % من المسافة بين النجمين. كما تبلغ كتلة النجم الأكثر تألقًا أكبر 11 مرة من كتلة شمسية، وهي كتلة تكفي لأن ينفجر النجم عند نهاية عمره فيما بعد في صورة مستعر أعظم.
وأما النجم الثاني التابع الغير معروف كثيرًا فتألقه أقل وتبلغ درجة حرارة سطحه 18.500 كلفن، وبالنسبة لشدة ضيائه فهي أشد من ضياء الشمس 1.700 مرة، ونصف قطره 4 أضعاف نصف قطر الشمس وكتلته 7 أضعاع الكتلة الشمسية.
أحيانا يختفي السِّماك الأعزل خلف القمر ونادرا ما يختفي خلف أحد كوكب المجموعة الشمسية وكان أخر خسوف للسِّماك الأعزل وراء أحد الكواكب في 10 نوفمبر 1783 حيث غطاه كوكب الزهرة وحجبه عنا، وأما الخسوف القادم فهو متوقع في 2 سبتمبر 2197 وسيكون كوكب الزهرة أيضا هو كوكب الخسوف.

## خصائصه كنجم ثنائي
- مطلع مستقيم: 13/25/11.6
- ميل: -/11/09/40.8
- الحجم: 10 أضعاف حجم الأرض
- بعدهما عنا : (262 ± 18) سنة ضوئية
- السِّماك الأعزل أ:
- قدر ظاهري: +0,92<br إلى +0,98
- فئة طيفية: B1 III-IV
- كتلته: 11 كتلة شمسية
- نصف القطر: 7,8 نصف قطر شمسي
- َضياؤه: 13.400 ضياء شمسي
- درجة حرارة سطحه: 22.400 كلفن
- معدنية (فلك) :
- دورانه حول محوره:
- السِّماك الأعزل ب:
- طيف فئة: B
- كتلته : 7 كتلة شمسية
- نصف قطره : 4,0 نصف قطر شمسي
- ضياؤه: 1700
- درجة حرارة سطحه: 18.500 كلفن
- معدنيته:
- دورانه حول محوره :
- ينتمي نظام السِّماك الأعزل إلى كوكبة العذراء.

## اقرأ أيضا
- رأس التوأم المؤخر
- عملاق أحمر
- قزم أبيض
- الانفجار العظيم
- خط زمني للانفجار العظيم
- ثقب أسود
- انفجار أشعة غاما 080319ب
- انفجار أشعة غاما 090423
- انفجار أشعة غاما 971214
- انفجار أشعة غاما 080916C
- انفجار أشعة غاما 060218
- مستعر أعظم II
- مستعر أعظم نوع Ia
- مستعر أعظم
- نجم كواركات
- نجم المليك

## وصلات خارجية
- Spica